# Anselmo Guido Pecorari
Anselmo Guido Pecorari (Sermide, 19 maggio 1946) è un arcivescovo cattolico italiano.

## Biografia
Anselmo Guido Pecorari è nato 19 maggio 1946 a Sermide in provincia di Mantova. È stato ordinato sacerdote il 27 settembre 1970 ed è incardinato nella diocesi di Mantova. Pecorari ha conseguito un dottorato in teologia sacra nel 1977 e un dottorato in diritto canonico nel 1980, entrambi presso la Pontificia università "San Tommaso d'Aquino" Angelicum a Roma.
È entrato nel servizio diplomatico della Santa Sede il 25 marzo 1980. Dapprima ha prestato servizio in Liberia, Spagna, Irlanda e Slovenia. Nel 1981 ha ricevuto il titolo di cappellano di Sua Santità (Monsignore) e nel 1991 il titolo di prelato d'onore di Sua Santità.
Il 29 novembre 2003 è stato nominato arcivescovo titolare di Populonia e nunzio apostolico in Ruanda da papa Giovanni Paolo II. Nel 2006 è stato criticato per aver pubblicamente elogiato il presidente ruandese Paul Kagame, nel tentativo di ricucire il difficile rapporto tra la massima autorità politica del paese e la Chiesa cattolica. Tuttavia tre mesi prima, in occasione dell'arresto del sacerdote belga Guy Theunis, aveva rilasciato a Radio Vaticana dichiarazioni di segno opposto: «Il governo ruandese ha sempre detto che vuole mantenere buone relazioni con la Santa Sede, ma notiamo segnali preoccupanti. Potrebbero significare la volontà di addossare alla Chiesa l'accusa falsa più ricorrente, d'aver sostenuto l'ideologia revisionista e genocidiaria».
Il 17 gennaio 2008 è stato nominato nunzio apostolico in Uruguay da papa Benedetto XVI. Il 25 aprile 2014 papa Francesco lo ha nominato nunzio apostolico in Bulgaria e in Macedonia l'11 luglio seguente, paesi nei quali ha preparato e condotto a buon fine il viaggio pastorale e gli incontri ecumenici di papa Francesco, che durante la visita ha preso residenza presso la nunziatura. Inoltre ha promosso la pubblicazione di un libro sulla storica visita del papa.
Nel 2020 ha donato a nome del papa le reliquie dei santi Clemente papa e Potito al patriarca ortodosso bulgaro Neofito.
Il 30 dicembre 2021 ha ricevuto dal capo di Stato della Bulgaria, Rumen Radev, l'onorificenza di cavaliere di Madara.
Il 31 dicembre 2021 papa Francesco ha accolto la sua rinuncia per raggiunti limiti di età.

## Genealogia episcopale e successione apostolica
La genealogia episcopale è:
- Cardinale Scipione Rebiba
- Cardinale Giulio Antonio Santori
- Cardinale Girolamo Bernerio, O.P.
- Arcivescovo Galeazzo Sanvitale
- Cardinale Ludovico Ludovisi
- Cardinale Luigi Caetani
- Cardinale Ulderico Carpegna
- Cardinale Paluzzo Paluzzi Altieri degli Albertoni
- Papa Benedetto XIII
- Papa Benedetto XIV
- Papa Clemente XIII
- Cardinale Marcantonio Colonna
- Cardinale Giacinto Sigismondo Gerdil, B.
- Cardinale Giulio Maria della Somaglia
- Cardinale Carlo Odescalchi, S.I.
- Vescovo Eugène-Charles-Joseph de Mazenod, O.M.I.
- Cardinale Joseph Hippolyte Guibert, O.M.I.
- Cardinale François-Marie-Benjamin Richard de la Vergne
- Cardinale Pietro Gasparri
- Cardinale Clemente Micara
- Cardinale Antonio Samorè
- Cardinale Angelo Sodano
- Arcivescovo Anselmo Guido Pecorari

La successione apostolica è:
- Vescovo Strahil Veselinov Kavalenov (2021)